# Marcus Diniz
Marcus Diniz (1 de agosto de 1987) es un futbolista brasileño, conocido como "Marquinhos", que juega como defensa para el Maccabi Petah-Tikvah F. C. de la Liga Premier de Israel.

## Carrera
Marcus Diniz comenzó su carrera en el Caxias Futebol Clube. Pasó 9 años antes de ser transferido a las juveniles del Vasco da Gama. Posteriormente pasó al Esporte Clube Vitoria antes de regresar al Caixas en 2004. 
Firmó con el A. C. Milan en 2004 y ha sido parte importante de las juveniles del equipo. Aún no ha debutado con el Milan por lo que ha sido cedido al Monza de la Serie C1 para obtener experiencia. Pasó la temporada 08/09 en el Livorno de la Serie B, en copropiedad.
En junio del 2009, el Milan recompró a Marcus Diniz y, en cambio, Romano Perticone fue fichado completamente por el Livorno.
En 2012 fue prestado al Lecce.

## Clubes
| Club                       | País    | Año       |
| -------------------------- | ------- | --------- |
| A. C. Monza                | Italia  | 2007-2008 |
| A. S. Livorno Calcio       | Italia  | 2008-2009 |
| F. C. Crotone              | Italia  | 2009      |
| A. S. Livorno Calcio       | Italia  | 2009-2010 |
| K. A. S. Eupen             | Bélgica | 2010-2011 |
| Como Calcio                | Italia  | 2011-2012 |
| U. S. Lecce                | Italia  | 2012-2015 |
| Calcio Padova              | Italia  | 2015-2016 |
| Lausanne-Sport             | Suiza   | 2016-2017 |
| Hapoel Ironi Kiryat Shmona | Israel  | 2017-2020 |
| Maccabi Petah-Tikvah F. C. | Israel  | 2020-     |